# La Façon de le dire

La Façon de dire est un téléfilm français réalisé par Sébastien Grall en 1998. Il dure 90 minutes.

## Synopsis
Nicolas est une personne bègue qui ne parvient pas à se défaire de son handicap. Replié sur lui-même, il entretient une amitié par correspondance avec une jeune étrangère. Jusqu'à maintenant, il demandait à son frère de parler pour lui à son amie au
téléphone, mais lorsque celle-ci lui annonce qu'elle vient lui rendre visite en personne, il panique. Au même moment, sa grand-mère lui parle d'une méthode alternative qu'elle a vu dans un reportage à la télévision, qui prétend guérir les personnes bègues en quelques jours. Nicolas insiste auprès de sa mère pour effectuer ce stage. Nicolas arrivera à temps, avec cette nouvelle méthode, pour empêcher son frère d'abuser de sa correspondante.

## Fiche technique
- Réalisation : Sébastien Grall
- Scénario : Anne Valton et Marina Ni Dhubhain
- Musique : Fiachra Trench
- Date de diffusion : 26 mai 1999

## Distribution
- Annie Girardot : Geneviève
- Lorànt Deutsch : Nicolas
- Sonia Vollereaux : Liliane
- Romain Redler : Bertrand
- Laura Brennan : Cynthia
- Eithne Dempsey : Sylvia
- Macdara O'Fatharta : Muiris
- Seona ni Bhriain : Alanna
- Susan Walsh : Belinda
- Darach O Tuairisg : Fergus
- Vincent Ahern : Le postier
- Stéphane Jobert : Le brocanteur
- Jocelyn Quivrin : Julius
- Enrico Di Giovanni : Vittorio
- Philippe Faure : L'instructeur
- Renée Cousseau : La phoniatre
- Guy Grosso[1] : Le retraité
- Brigitte Guedj : La dame linge
- Anne Loiret : La dame annonce
- Célia Granier-Deferre : L'hôtesse

## Remarques
La Façon de le dire peut apparaître extrêmement ambigu de par ses allusions anti-professionnelles et prosélyte en faveur de méthodes alternatives pour le bégaiement[réf. nécessaire].